# Rosendo Fraga (nieto)
Rosendo María Fraga (fl. 1962) fue un militar argentino con grado de general de división que tuvo actuación en el gobierno de Arturo Frondizi. Fue secretario de Guerra desde el 22 de octubre de 1960 hasta el 28 de marzo de 1962 y comandante en jefe accidental del Ejército entre el 22 de marzo y el 4 de abril de 1961.

## Carrera
Egresado del Colegio Militar en 1932 como subteniente de infantería. Estuvo en contra del GOU y del peronismo, pasando a retiro obligatorio. Fue reincorporado por la Revolución Libertadora. Fue subjefe del Estado Mayor General del Ejército, director de la Escuela Superior de Guerra y director del Colegio Militar. El secretario de Guerra, general Solanas Pacheco, lo nombró comandante de la 4.ª División con asiento en Córdoba.

## Trayectoria
Entre julio y diciembre de 1958, el entonces coronel Fraga fue comandante de la IV División de Ejército en la Guarnición Militar Córdoba.

### Secretaría de Guerra
En 1960, el general Fraga se desempeñaba como director del Colegio Militar de la Nación. El 16 de octubre de ese año, el presidente Arturo Frondizi lo designó secretario de Guerra, en reemplazo de Rodolfo Larcher, quien renunció presionado por el comandante en jefe del Ejército Carlos Toranzo Montero. Como subsecretario fue designado el general Carlos Peralta.
Con la renuncia del comandante en jefe, teniente general Carlos Toranzo Montero, el general Fraga asumió como comandante en jefe accidental desde el 22 de marzo hasta el 4 de abril de 1961. Nombró comandante al general de división Raúl Alejandro Poggi.

#### Golpe de Estado en Argentina de 1962
Tras las elecciones del 18 de marzo de 1962, los jefes de las Fuerzas Armadas —entre los que se encontraba Fraga— exigieron la intervención de aquellas provincias donde habían ganado los partidos políticos afines al peronismo, cosa que fue concedida por Frondizi. Esto causó una grave crisis política que debilitó al presidente de la Nación. El 20 de marzo, Fraga, junto a los otros 11 titulares de la milicia, firmaron un documento donde dijeron que preferían la permanencia de Frondizi en el cargo, en tanto el presidente aceptara.
El 28 de marzo, Fraga concibió un plan para conjurar el golpe con el Cuerpo de Caballería comandado por Enrique Rauch, desde Campo de Mayo. Al mediodía, el secretario de Guerra presentó su renuncia aclarando que reasumiría para reprimir los golpistas previa autorización del presidente. En efecto, dicha dimisión fue rechazada pero Rauch se rindió antes de saber de esto último. Frondizi ordenó a Fraga desplazarse a Campo de Mayo. El secretario fue a su despacho para relevar al comandante en jefe Raúl Poggi y, en ese instante, el jefe de Seguridad de la Secretaría de Guerra —coronel Fernández Funes— arrestó a Fraga. Posteriormente, Poggi ordenó al Regimiento 3 de Infantería continuar con la ocupación de posiciones en Buenos Aires.
El 2 de abril, el presidente de facto José María Guido aceptó la renuncia de Fraga, y nombró en su puesto al general de brigada Marino Carreras.